# GIGA 2
GIGA 2 (auch GIGA II oder GIGA //) war ein Bezahlfernseh-Sender, der via IPTV fast ausschließlich über elektronischen Sport („eSports“) berichtete.
Sendebeginn der GIGA-Tochter war am 6. Juni 2006, zum 14. November 2007 wurden sämtliche Dienste eingestellt. Als Nachfolger kann ESL TV angesehen werden, das die vorhandene Infrastruktur und teilweise auch das Personal übernahm.
Aufgrund der weniger strengen österreichischen Jugendschutzgesetze wurde eigens für GIGA 2 die Hauptniederlassung Österreich von GIGA Digital Television gegründet, die eigentliche Produktion erfolgte jedoch in Köln am Standort von GIGA.

## Dienste

### Fernsehsender
Das Fernsehprogramm war der Hauptdienst von GIGA 2 und wurde via IPTV verbreitet. GIGA 2 berichtete fast ausschließlich über E-Sport. Während tagsüber im Wesentlichen Wiederholungen gesendet wurden, gab es in den Abendstunden neue Inhalte. Diese bestanden aus verschiedenen Formaten, etwa zu unterschiedlichen Spiele-Gattungen beziehungsweise Spielen oder mit verschiedenem Spektrum, zum Beispiel Talk- oder Nachrichtensendungen. Diese waren später auch als Video-on-Demand abrufbar.
Moderatoren waren unter anderem Nik Adams, Jan Dominicus, Mark Hoffmann, Dennis Gehlen, Christian Wopen und David Stephan.

Das GIGA 2-Studio:
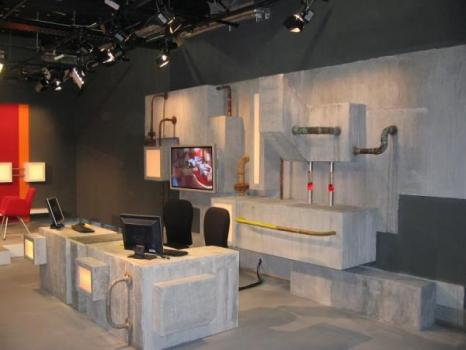
Der Shooter-Bereich
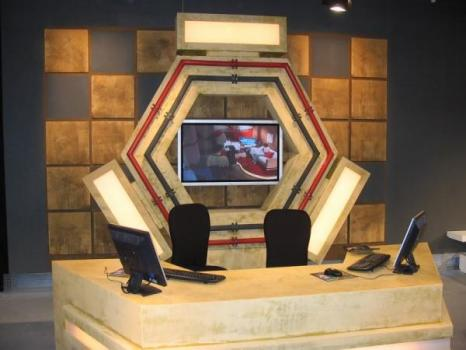
Das Strategiespiel-Set
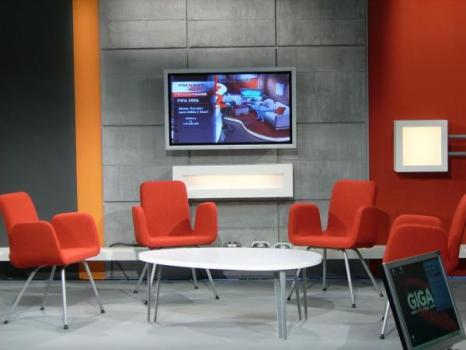
Der Talk-Bereich

### GIGA.Listen
Ab dem 25. Januar 2007 sendete der Internetradio-Sender GIGA.Listen zu besonderen E-Sport-Ereignissen. Der Audio-Stream konnte von jedermann kostenlos empfangen werden, eine Registrierung war nicht notwendig.

## Anmeldung
Anfangs gab es zwei Arten von Benutzerkonten, wobei bei einem davon ein zusätzlicher Geldbetrag für die Nutzung des Streams zu entrichten war. Später wurde diese Trennung abgeschafft und somit die Preise drastisch gesenkt. Im März 2007 erfolgte dann die Umgestaltung des reinen GIGA 2-Benutzerkontos in den sogenannten „GIGA Premium“-Account. Mit diesem konnten fortan auch einige zusätzliche Funktionen auf der GIGA-Webseite genutzt werden.
Um sich anzumelden, musste man mindestens zwölf Jahre alt sein, konnte dann aber keine ab 16 Jahren freigegebenen Inhalte ansehen. Die Altersbeschränkung wurde eingeführt, um auch schon vor 22:00 Uhr Spiele, die von der USK ab 16 eingestuft sind, zeigen zu können.
Mit der Auflösung von GIGA 2 konnten die Nutzer wählen, ob sie weiterhin „GIGA Premium“-Mitglied sein oder zu ESL TV wechseln möchten. Es war ebenfalls möglich, noch vorhandenes Guthaben in der virtuellen Währung „G“ dorthin zu transferieren.